# Chiesa di San Donato (Cinto Euganeo)
La chiesa di San Donato è la parrocchiale di Fontanafredda, frazione-capoluogo del comune di Cinto Euganeo, in provincia e diocesi di Padova; fa parte del vicariato dei Colli.

## Storia
Dalla decima papale del 1297 s'apprende che la pieve di Fontanafredda aveva come filiali le chiese di Faedo, Valnogaredo e San Giacomo di Viminelle. Nel XV secolo anche la cappella di Viminelle passò sotto la giurisdizione della pieve di Fontanafredda. L'attuale parrocchiale venne edificata nel 1747 per interessamento dell'arciprete don Giovanni Battista Campadelli. Nel 1811 venne eretto il campanile e, nel 1940, la parrocchia di Fontanafredda inglobò una parte di quella di Cornoleda, soppressa in quell'anno.